# Gondar
Gondar(Geez: ጎንደር) je grad na sjeverozapadu Etiopije, nekać sjedište etiopskih vladara i glavni grad povijesne pokrajine Bedžemder. Zbog toga se ponekad stara pokrajina Bedžemder naziva i Gondar. Grad je smješten u zoni Semien Gondar u regiji Amhara. Leži sjeverno od Jezera Tana na rijeci Mali Angereb, jugozapadno od Semienskog gorja. Grad leži na impesivnoj nadmorskoj visini od 2.133 m, i ima 194,773 stanovnika po popisu stanovnika iz 2005.

## Povijest
Sve do 16. stoljeća, etiopski vladari nisu imali stalne prijestolnice, već su živjeli u privremenim logorima obilazeći zemlju, prikupljajući danak od svojih podanika. Jedina iznimka od tog pravila bio je Debre Berhan, kojeg je osnovao car (neguš negasti) Zara Jakob 1456., on je potom stoljećima bio prijestolnica i ostalim vladarima iz Salomonske dinastije.
Gondar je osnovao car Fasilides oko 1635. godine, grad se stao razvijati kao trgovačko središte poljoprivrednog kraja. Fasilides je također izgradio sedam crkava; prve dvije, Fit Mikael i Fit Abbo, izgradio je u zahvalu za kraj epidemije koja je tad zahvatila regiju. Pet sljedećih etiopskih vladara, slijedili su njegov primjer i izgradili u svoje dvorce u gradu.
Nakon crkvenog sabora održanog 1668., odlučeno je da se stanovnici Gondara moraju naseliti na osnovu svoje vjerske pripadnosti, a car Ivan I. Etiopski je to proveo u djelo, tako su se muslimanski stanovnici Gondara u sljedeće dvije godine naselili u svojoj četvrti koja je postala poznata po imenu Addis Alem.
Tijekom 17. stoljeća, gradsko stanovništvo je premašilo 60.000 ljudi. Mnogi od objekata iz tog razdoblja još uvijek postoje, unatoč razaranja koje je grad pretrpio za 18. st.
Grad je bio prijestolnica Etiopije sve do cara Tevodrosa II. kad je prijestolnica premještena u Magdalu. Nakon što je on okrunjen za cara 1855., grad je opljačkan i spaljen 1864., zatim razoren ponovno u prosincu, 1866.
Sudanski derviški vođa Abdallahi ibn Muhammed opljačkao je Gondar, kada je napao Etiopiju u lipnju 1887. Gondar je razoren ponovo 23. siječnja 1887., kad su sudanski napadači zapalili gotovo sve gradske crkve.
Nakon okupacije Etiopije od strane Kraljevine Italije 1936., Gondar se stao ubrzano razvijati, jer su Talijani imali velike ambicije u Etiopiji, odakle su željeli proširiti svoje kolonijalno carstvo po Africi. Za vrijeme Drugog svjetskog rata, u studenom 1941. talijanske snage su svoje posljednje linije otpora imale u Gondaru, nakon što je Adis Abeba šest mjeseci ranije, već pala u ruke britanskih snaga. Područje oko Gondara je bilo jedno od glavnih središta djelovanja talijanskih gerilskih jedinica protiv britanske snaga sve do ljeta 1943.
Tijekom Etiopskog građanskog rata okolica Gondora je bila regija u kojoj su se vodile žestoke borbe između gerilaca i snaga Mengistu Haile Mariama.

## Gradske znametosti
Stanovnici Gondara živjeli su ovisno o svojoj vjerskoj pripadnosti, svaki u svojoj četvrti, Addis Alem je bila (a i danas je) muslimanska četvrt, Kayla Meda bila je židovska četvrt; Abun Bet, je bila četvrt u kojoj živi Abuna (vrhovni glavar Etiopske tevahedo crkve sa svojim tevahedo slijedbenicima, te četvrt Kagn Bet dom plemstva. Gondar je također bio i ostao značajno crkveno središte Etiopske tevahedo crkve, poznat po svojih 44 crkava (ima ih više nego bilo koji grad u Etiopiji). Gondar i njegova okolica bili su dom većine etiopskih Židova.
Današnji Gondar je popularno turističko odredište zbog svojih brojnih povijesnih spomenika u prvom redu to je kraljevski zamak Fasil Ghebbi. Ostale znamenitosti su; Dvorac Fasilides, Dvorac Jasu, Dvorana Davit,  Zamak Mentevab, Dvorske kancelarije, Knjižnica i tri crkve.
Pored grada nalazi se Fasiladesovo kupalište, koje se na godišnjoj svečanosti blagoslovi i onda otvora za kupanje, kompleks Kuskuam, izgrađen od carica Mentevab u 18. st.Dvorac Ras Mikael Sehul i crkva Debre Berhan Selasie.
Središte Gondara još i danas pokazuje utjecaj talijanske okupacije kasnih 1930-ih. Glavni gradski trg, trgovine, kina, i drugi javni objekti podignuti su u duhu talijanske moderne, kao i brojne vile i stanovi za okupacione dužnosnike i koloniste.
Gondar ima zračnu luku - Azezo (ICAO kod HAGN, IATA GDQ), i Sveučilište unutar kojeg je glavni Medicinski fakultet u Etiopiji. Grad je dobro povezan cestovnom mrežom s ostalim etiopskim gradovima.

## Stanovništvo
Tri najveće etničke grupe u gradu su Amharci (88.91%),  Tigré (6.74%) i Kemant (2.37%); sve ostale grupe imaju 1.98% stanovnika. amharski kao materinski jezik govori 94.57%, 4.67% govori Tigrinju, a ostatak stanovništva od 0.76% govori neke druge jezike. Po religijskoj pripadnosti;  83.31% stanovnika su vjernici Etiopske pravoslavne tevahedo crkve, 15.83% su slijedbenici Islama.

## Gradovi prijatelji
- SAD, Corvallis, Oregon
- Izrael, Rishon LeZion

## Vanjske poveznice
- Ethiopian Treasures - Fasilados Castle, Felasha Village - Gonder  Arhivirana inačica izvorne stranice od 5. rujna 2010. (Wayback Machine) (engl.)
- Slike iz Gondara